# Pro Football Focus
Pro Football Focus (également appelé ProFootballFocus, et souvent désigné par ses initiales, PFF) est un site Web axé sur une analyse approfondie de la National Football League (NFL) et du football américain NCAA de Division I aux États-Unis. PFF produit des classements de joueurs de 0 à 100 et une gamme de statistiques avancées pour les équipes et les joueurs en observant, en notant et en évaluant chaque joueur à chaque jeu dans chaque match, au niveau de la NFL et de la NCAA.

## Histoire
PFF est fondé par Neil Hornsby au Royaume-Uni. Insatisfait de certaines limites des statistiques standard, Hornsby commence à classer les joueurs en 2004. Le personnel augmente progressivement au cours des années suivantes et le site est lancé en 2007. La saison 2006 de la NFL est la première saison pour laquelle PFF dispose de données complètes. Pour la saison 2011, PFF fournit des données personnalisées à cinq équipes de la NFL, agents, médias et joueurs de la NFL. En 2014, Cris Collinsworth, commentateur sportif et ancien joueur de la NFL, acquiert une participation majoritaire dans le service, qui transfère ensuite ses activités à Cincinnati, où réside Collinsworth. PFF commence à collecter des données pour chaque match de football universitaire de la division 1 de la NCAA en 2014.
À compter de 2018, PFF fournit des données personnalisées aux 32 équipes de la NFL, à 43 équipes FBS de la NCAA, à 4 équipes de la LCF, aux médias nationaux et régionaux comme le Washington Post, The Athletic (en) ou ESPN et aux agents sportifs.

## Classement
PFF classe chaque joueur de la NFL à chaque jeu sur une échelle de -2 à +2 en utilisant des incréments d'un demi-point. Les notes sont basées sur le contexte et la performance. Une course de quatre yards qui gagne un premier down après deux tacles cassés recevra une meilleure note qu'une course de quatre yards en 3e down et 5 yards, où le porteur du ballon ne fait rien de plus que prévu. Un quarterback qui réussit une bonne passe qu'un wide receiver dévie dans les bras d'un défenseur n'affectera pas négativement la note du quarterback pour ce jeu, malgré le résultat globalement négatif pour l'équipe.
De plus, les notes sont séparées par type de jeu. Au-delà d'une note globale, un offensive lineman reçoit une note pour le blocage de passes et une autre pour le blocage de courses. La note moyenne est censée être zéro et les qualités brutes sont normalisées.
En regardant chaque match et chaque jeu, PFF est également capable d’enregistrer des informations et de créer des données qui ne sont généralement pas disponibles. Un exemple est la fréquence à laquelle les joueurs de ligne offensifs cèdent à la pression.

## Statistiques avancées
PFF couvre chaque joueur à chaque jeu de chaque match au niveau de la NFL et du football universitaire majeur. Une telle couverture approfondie du football développe et construit l'analyse la plus complète du sport en matière de performances des joueurs et des équipes.
En combinant plus de 80 points de données par jeu, plus de 300 heures de travail par match et plus de 70 000 heures passées à regarder une saison par son équipe d'analystes, les statistiques de signature de PFF fournissent des détails sur les performances des joueurs qui ne peuvent être comparé avec les statistiques traditionnelles des box-score.

## Critiques
La communauté analytique critique PFF pour l’exactitude et la véracité de ses évaluations. Contrairement aux notes purement quantitatives publiées par des sources telles que Football Outsiders (en) ou numberFire (en), PFF utilise le classement qualitatif et basé sur l'opinion comme base de ses notes de 0 à 100 joueurs, et non de ses statistiques avancées. En tant que tels, les notes de joueurs 0 à 100 ne sont pas vraiment quantitatives et pourraient être considérées comme étant sujettes à caution dû à la taille médiocre de l'échantillon ou à d'autres problèmes.